# George H. Weems
Pour les articles homonymes, voir Weems.
George Hatton Weems (27 septembre 1891 - 25 février 1957) était un officier très décoré de l'armée de terre américaine (US Army) avec le grade de brigadier général (général de brigade). Diplômé de l'Académie militaire des États-Unis, il est décoré de la Distinguished Service Cross, la deuxième plus haute décoration de l'US Army pour bravoure, pendant la Première Guerre mondiale,.
Après la guerre, il reste dans l'armée et accède au grade de général pendant la Seconde Guerre mondiale. Weems a été commandant adjoint de l'École d'infanterie de Fort Benning, en Géorgie, pendant toute la durée de la Seconde Guerre mondiale et, après la capitulation de l'Allemagne nazie, il a été représentant militaire américain auprès de la Commission de contrôle alliée (Allied Control Commission) pour la Hongrie,.

## Biographie

### Début de carrière
George Weems est né le 27 septembre 1891 à Southside, dans le Tennessee, de Joseph et Bessie Rye Weems, et avait sept frères et sœurs. Son père meurt en 1896 et sa mère en 1903. George part donc vivre à Waverly, dans le Tennessee, chez sa sœur aînée Violetta. Après avoir obtenu son diplôme au lycée de Waverly, George Weems étudie à l'université presbytérienne du Sud-Ouest à Clarksville, dans le Tennessee, avant d'être nommé à l'Académie militaire des États-Unis à West Point, dans l'État de New York, en mai 1913. Pendant son séjour à l'Académie, il est actif dans les équipes de football et de lutte et atteint le rang de capitaine des cadets,.
Il fait partie de la promotion qui a produit plus de 55 futurs officiers généraux, dont deux chefs d'état-major de l'armée de terre - Joseph L. Collins et Matthew B. Ridgway. Parmi ses autres camarades de classe figurent : Clare H. Armstrong, Aaron Bradshaw Jr., Mark W. Clark, John T. Cole, Norman D. Cota, John M. Devine, William W. Eagles, Theodore L. Futch, Charles H. Gerhardt, Augustus M. Gurney, Ernest N. Harmon, William Kelly Harrison Jr., Robert W. Hasbrouck, Frederick A. Irving, Laurence B. Keiser, Charles S. Kilburn, Bryant E. Moore, Daniel Noce, Onslow S. Rolfe, Herbert N. Schwarzkopf, Albert C. Smith, George D. Wahl et Raymond E. S. Williamson.

### Première Guerre mondiale
Weems obtient son diplôme de Bachelor of Science le 20 avril 1917, peu après l'entrée des États-Unis dans la Première Guerre mondiale, et est nommé sous-lieutenant (second lieutenant) dans l'infanterie. Il est affecté au camp militaire de Syracuse, dans l'État de New York, où il termine sa formation de base au sein du 9e régiment d'infanterie (9th Infantry Regiment) et est promu au grade de premier lieutenant (First lieutenant) en mai de la même année. Le 9e régiment d'infanterie embarque pour la France au sein de la 2e division d'infanterie (2nd Infantry Division) en septembre 1917 et Weems est entre-temps promu au grade temporaire de captain  (capitaine) le 5 août,.
Il arrive en France à la fin du mois de septembre 1917 et, après un mois d'entraînement intensif, Weems prend le commandement de la compagnie de mitrailleuses du régiment. Weems rejoint le secteur des tranchées près de Verdun à la mi-mars 1918 et y reste jusqu'au début du mois de mai de la même année. Il dirigea ensuite sa compagnie lors de l'opération Château-Thierry et se distingua lors de la prise de Vaux les 1er et 2 juillet 1918.
Weems prit personnellement en charge ses positions avancées et s'occupa des mitrailleuses ennemies capturées sur un flanc exposé du bataillon. Grâce au sang-froid et à l'audace dont il fit preuve en s'exposant sans crainte au feu de l'ennemi afin de pouvoir diriger personnellement le tir de ses mitrailleuses, il parvint à briser la contre-attaque de l'ennemi sur le flanc exposé de son bataillon. Pour son leadership et sa bravoure au combat, il a été décoré de la Distinguished Service Cross, la deuxième plus haute décoration de l'US Army pour la bravoure. Il a également reçu la Silver Star pour sa bravoure dans la dernière phase de la bataille,.
À la mi-juillet 1918, Weems est affecté à l'École des aspirants officiers de l'armée de terre à Langres, où il sert en tant qu'instructeur jusqu'à la fin du mois de novembre de la même année. Il est promu au grade temporaire de major le 5 mai 1918. Les Alliés des États-Unis lui décernent la Croix de guerre française 1914-1918 avec étoile, l'Ordre de la Couronne d'Italie et la Croix du mérite de guerre italienne,.

### Entre-deux-guerres
Weems rejoint le 9e régiment d'infanterie en décembre 1918 et participe à l'occupation de la Rhénanie par les Alliés jusqu'à la fin du mois de juillet 1919. De retour aux États-Unis, il est ramené au grade de capitaine en temps de paix et prend le commandement du 4e bataillon de mitrailleuses au camp Travis, au Texas. En août 1920, il est affecté à l'école d'infanterie (Army Infantry School) de Fort Benning et sert d'instructeur en mitrailleuses jusqu'en mai 1922, date à laquelle il suit le cours d'officiers de compagnie à l'école d'infanterie,.
Il obtient son diplôme un an plus tard et devient professeur de science militaire et de tactique au Davidson College en Caroline du Nord. En juin 1927, Weems se présente à l'École de commandement et d'état-major général (Command and General Staff School) de Fort Leavenworth en tant qu'élève officier et, après l'obtention de son diplôme en juin 1928, il retourne à l'Académie militaire de West Point en tant qu'instructeur adjoint au département de tactique,.
Weems y sert jusqu'en juin 1929, date à laquelle il est transféré à l'Air Corps Tactical School à Langley Field, en Virginie, en tant qu'instructeur en tactique d'infanterie. Lorsque l'école déménage à Maxwell Field à Montgomery  dans l'Alabama, en 1931, Weems suit l'école et y reste en tant qu'instructeur jusqu'en juin 1933. Pendant son séjour à l'Air Corps Tac|tical School, il est promu major le 1er décembre 1932 et crée le G.H. Weems Educational Fund pour aider les étudiants méritants qui ne sont pas en mesure de financer leurs études universitaires,.
Il entre ensuite à l'Army War College à Washington, D.C., et après avoir obtenu son diplôme en juillet 1934, il suit le cours de deux mois de l'école de guerre chimique à Edgewood Arsenal, dans le Maryland. Weems est ensuite commandant en second du 22e régiment d'infanterie (22nd Infantry Regiment) à Fort McClellan, en Alabama, et également commandant en second de Fort McClellan jusqu'en septembre 1935, date à laquelle il est transféré à Fort Sam Houston, au Texas, en tant que chef d'état-major adjoint pour les opérations (G-3) de la 2e division d'infanterie,.
En mai 1939, Weems est envoyé dans les Caraïbes et devient chef de la mission militaire américaine à Haïti, dont le quartier général se trouve à Port-au-Prince. Le 1er juillet 1940, il est promu lieutenant-colonel et colonel le 15 janvier 1941. Il quitte Haïti en novembre de la même année et reçoit l'Ordre national Honneur et Mérite en reconnaissance de ses mérites lors de l'organisation de l'Académie militaire haïtienne. Weems a également coopéré avec la Bolivie et le Brésil, qui l'ont également décoré,,,.

### Seconde Guerre mondiale
Weems retourne aux États-Unis peu avant l'attaque japonaise sur Pearl Harbor et prend le commandement du 22e régiment d'infanterie (22nd Infantry Regiment) à Fort Benning, en Géorgie. Lors de l'entrée des États-Unis dans la Seconde Guerre mondiale, il est transféré à l'état-major de l'École d'infanterie de l'Armée (United States Army Infantry School) à Fort Benning en février 1942 et assume les fonctions de commandant adjoint de l'École sous la direction du major général Leven C. Allen,,.
Dans le cadre de ses nouvelles fonctions, Weems est promu au grade temporaire de général de brigade le 10 septembre 1942 et contribue à la formation de plus de 60 000 jeunes sous-lieutenants d'infanterie, ainsi que de milliers d'officiers et de militaires du rang. Il a également été envoyé à l'étranger, dans le cadre de la mission d'observation spéciale sur le théâtre d'opérations européen (European Theater of Operations), de novembre 1944 à janvier 1945, et aux Philippines, d'août à novembre 1945. Weems était présent à Manille le jour de la Victoire sur le Japon. Pour son service à l'école d'infanterie de l'armée, il a été décoré de la Legion of Merit (Légion du mérite),,.

### Service d'après-guerre
Weems est envoyé en Hongrie en août 1946 et succède au major général William S. Key en tant que représentant de l'US Army au sein de la Commission de contrôle militaire (Military Control Commission), créée pour contrôler le pays de l'Axe vaincu. Il reste dans cette commission jusqu'en avril 1947, date à laquelle il est ramené au grade de colonel en temps de paix et nommé prévôt du Commandement européen des États-Unis en Allemagne. Pour son service au sein de la Commission de contrôle militaire en Hongrie, Weems a été décoré de la Army Distinguished Service Medal,,,,.
En juillet 1949, Weems rentre aux États-Unis et est nommé chef du district militaire de Géorgie. Il prend sa retraite le 30 septembre 1951, après 34 ans de service militaire,,.

### Décès
Après sa retraite de l'armée, Weems retourne à sa résidence de Waverly, dans le Tennessee, et participe activement aux activités de l'église méthodiste. Le général de brigade George H. Weems meurt le 25 février 1957 à l'hôpital de l'armée américaine de Fort Campbell après dix jours d'hospitalisation. Il est enterré avec tous les honneurs militaires au cimetière national d'Arlington. En avril 1970, le Weems Pound de Fort Benning, qui fait partie de l'entraînement des Rangers de l'US Army, a été baptisé en son honneur.

## Décorations
Voici la barrette de rubans du général de brigade Weems:
|  |                                         |             |  |
|  | Bronze star · Bronze star · Bronze star |             |  |
|  |                                         |             |  |
|  |                                         | Bronze star |  |
|  |                                         |             |  |

| 1er rang | Distinguished Service Cross        | Distinguished Service Cross        | Distinguished Service Cross        | Distinguished Service Cross        | Distinguished Service Cross                            | Army Distinguished Service Medal                       | Army Distinguished Service Medal                       | Army Distinguished Service Medal                       | Army Distinguished Service Medal                 | Army Distinguished Service Medal                 | Army Distinguished Service Medal                 | Silver Star                                      | Silver Star                                       | Silver Star                                       | Silver Star                                       | Silver Star                                       | Silver Star | Silver Star |
| 2e rang  | Legion of Merit                    | Legion of Merit                    | Legion of Merit                    | Legion of Merit                    | World War I Victory Medal avec 3 barettes              | World War I Victory Medal avec 3 barettes              | World War I Victory Medal avec 3 barettes              | World War I Victory Medal avec 3 barettes              | Army of Occupation of Germany Medal              | Army of Occupation of Germany Medal              | Army of Occupation of Germany Medal              | Army of Occupation of Germany Medal              | American Defense Service Medal                    | American Defense Service Medal                    | American Defense Service Medal                    | American Defense Service Medal                    |             |             |
| 3e rang  | American Campaign Medal            | American Campaign Medal            | American Campaign Medal            | American Campaign Medal            | European-African-Middle Eastern Campaign Medal         | European-African-Middle Eastern Campaign Medal         | European-African-Middle Eastern Campaign Medal         | European-African-Middle Eastern Campaign Medal         | Asiatic-Pacific Campaign Medal                   | Asiatic-Pacific Campaign Medal                   | Asiatic-Pacific Campaign Medal                   | Asiatic-Pacific Campaign Medal                   | World War II Victory Medal                        | World War II Victory Medal                        | World War II Victory Medal                        | World War II Victory Medal                        |             |             |
| 4e rang  | Army of Occupation Medal           | Army of Occupation Medal           | Army of Occupation Medal           | Army of Occupation Medal           | National Defense Service Medal                         | National Defense Service Medal                         | National Defense Service Medal                         | National Defense Service Medal                         | Croix de guerre 1914–1918 avec étoile (France)   | Croix de guerre 1914–1918 avec étoile (France)   | Croix de guerre 1914–1918 avec étoile (France)   | Croix de guerre 1914–1918 avec étoile (France)   | Chevalier de l'Ordre de la Couronne d'Italie      | Chevalier de l'Ordre de la Couronne d'Italie      | Chevalier de l'Ordre de la Couronne d'Italie      | Chevalier de l'Ordre de la Couronne d'Italie      |             |             |
| 5e rang  | Croix du Mérite de guerre (Italie) | Croix du Mérite de guerre (Italie) | Croix du Mérite de guerre (Italie) | Croix du Mérite de guerre (Italie) | Officier de l'Ordre national Honneur et Mérite (Haïti) | Officier de l'Ordre national Honneur et Mérite (Haïti) | Officier de l'Ordre national Honneur et Mérite (Haïti) | Officier de l'Ordre national Honneur et Mérite (Haïti) | Officier de l'Ordre du mérite militaire (Brésil) | Officier de l'Ordre du mérite militaire (Brésil) | Officier de l'Ordre du mérite militaire (Brésil) | Officier de l'Ordre du mérite militaire (Brésil) | fficier de l'Ordre du Condor des Andes ( Bolivie) | fficier de l'Ordre du Condor des Andes ( Bolivie) | fficier de l'Ordre du Condor des Andes ( Bolivie) | fficier de l'Ordre du Condor des Andes ( Bolivie) |             |             |

## Source
- (en) Cet article est partiellement ou en totalité issu de l’article de Wikipédia en anglais intitulé « George H. Weems » (voir la liste des auteurs).